# Auckland International 1977
Die Auckland International 1977 im Badminton fanden im Juli 1977 in Auckland statt. Es war die erste Auflage dieser Turnierserie, beim Debüt noch als Einladungsturnier. Anlass war das 50-jährige Jubiläum des neuseeländischen Badmintonverbandes.

## Finalresultate
| Disziplin    | Sieger                        | Finalist                       | Ergebnis          |
| ------------ | ----------------------------- | ------------------------------ | ----------------- |
| Herreneinzel | Bandid Jaiyen                 | Phua Ah Hua                    | 15-6, 15-4        |
| Dameneinzel  | Joke van Beusekom             | Saori Kondo                    | 4-11, 11-2, 12-11 |
| Herrendoppel | Chris Bullen Steve Wilson     | Richard Purser Ross Livingston | 15-4, 1-15, 15-11 |
| Damendoppel  | Joke van Beusekom Lene Køppen | Saori Kondo Atsuko Tokuda      | 15-8, 15-5        |